# No. 77 Mk. 1
No. 77 — ручная граната производства Великобритании. В качестве взрывчатого вещества использовался белый фосфор или тетрахлорид титана.
Граната была представлена в сентябре 1943 года. Она использовалась в ходе Второй Мировой войны армиями Великобритании и Канады и войск Британского Содружества наций.

## История
No. 77 Mk. 1, по большей части, предназначалась для постановки дымовой завесы или в качестве сигнального снаряда. Вскоре она стала использоваться и против живой силы противника ввиду зажигательной способности фосфора (при подрыве гранаты белый фосфор разлетался и воспламенялся при контакте с воздухом). После подрыва гранаты фосфор продолжал гореть на протяжении 10-12 минут, выделяя при этом густой низкостелящейся дым. Также горение сопровождалось разбрасыванием горящих кусков фосфора на расстояние 10-15 метров.
После окончания войны данная граната была призвана устаревшей. Граната имела ненадежный тонкостенный жестяной (оловянный) корпус, который со временем начинал ржаветь. Это, а также и достаточно опасное взрывчатое вещество, послужило поводом для утилизации в 1948 году. Лишь в Канаде, где они также производились, они "дожили" до 1950-х ввиду более качественного производства корпуса. Кроме того, в некоторых голландских документах того времени упоминается эта граната, но под названием «C.-Hgr.Nr 77» (C.-Nebelhandgranate nummer 77. С нем. — модернизированная ручная дымовая граната номер 77).

## Описание конструкции
Корпус выполнен из жести или олова (англ. — tinned plate body). Зачастую граната окрашена в зеленый цвет (англ. — green body) и имеет маркировку. Корпус имеет цилиндрическую форму. Часть ближе к основанию имеет форму усечённого конуса. Основание гранаты плоское. В нем выполнено отверстие, через которое граната наполняется взрывчатым веществом (англ. — filling plug) После заполнения, отверстие закрывается крышкой и запаивается. Верхняя часть гранаты закрывается специальной крышкой (англ. — housing), имеющее резьбовое гнездо (англ. — socket) и отверстие для детонатора (англ. — detonator pocket). Также крышка имеет крепление для взрывателя ударного действия No. 247, выполненого в виде рифленого колпачка (англ. — fuze No. 247). Чаще всего его заматывают изолентой (англ. — adhesive tape).

## Варианты и модификации
- No. 77, W.P. Mk. 1 — базовая версия гранаты. В качестве взрывчатого вещества используется фосфор.
- No. 77, F.M. Mk. 2 — учебная версия гранаты. В качестве взрывчатого вещества используется тетрахлорид титана. Также, корпус бесшовный, не имеет конусообразной части.

## Упоминания
- World War II Online: Battleground Europe;
- Day of Infamy;
- Squad 44;
- Call of Duty: Vanguard;
- Enlisted.

## Операторы
- Великобритания — сняты с вооружения в 1948 году;
- Канада — использовались до начала 1950-х годов;
- Австралия —  как член Содружества наций. Также до 1948;
- Нидерланды (Голландия) — Предположительно.